# 平岡直人
平岡直人（ひらおか なおと、1972年8月22日 - ）は、日本のゲームクリエイター。株式会社アトラス取締役兼コンシューマソフトウェア局局長。

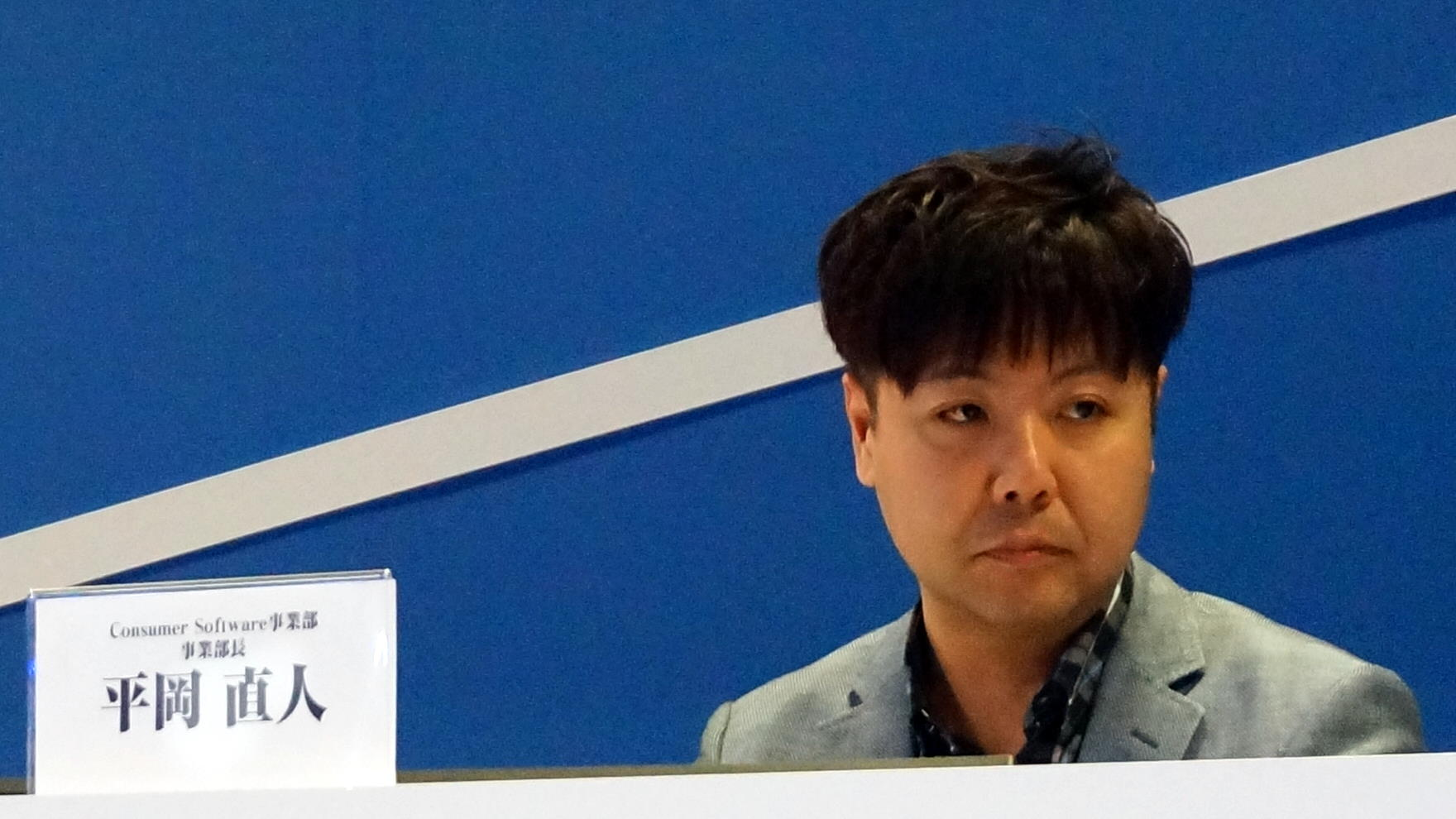
平岡直人

## 来歴
2002年1月にアトラス（旧社）に入社。入社後は『真・女神転生III-ノクターン』、『ペルソナ3』、『ペルソナ4』などのプロジェクトマネージャーを務めた。
2008年5月にアトラスCS開発部開発グループマネージャーに就任。2009年12月にアトラス（旧社）CS事業部副事業部長に就任。2010年11月にAtlus U.S.A., Inc.取締役に就任。同年12月にインデックス執行役員兼コンシューマソフトウェア局局長に就任。2011年11月にインデックス取締役執行役員兼コンシューマソフトウェア局局長に就任。2012年8月にIndex Digital Media, Inc.代表取締役に就任。2013年6月にインデックスが民事再生手続を申請し、セガにインデックスの事業が譲渡されるのに伴い、2013年10月31日付でインデックス取締役執行役員兼コンシューマソフトウェア局局長を退任したと同時にインデックスを退社。同年11月1日にセガの子会社であるアトラス（新社、2014年3月まではインデックス〈新社〉）に入社し、取締役兼コンシューマソフトウェア局局長に就任。以降はアトラスのコンシューマ事業を統括している。

## 参加作品
- 真・女神転生 (GBA)
- 真・女神転生II (GBA)
- 真・女神転生if... (PS)